# Thomas Attwood

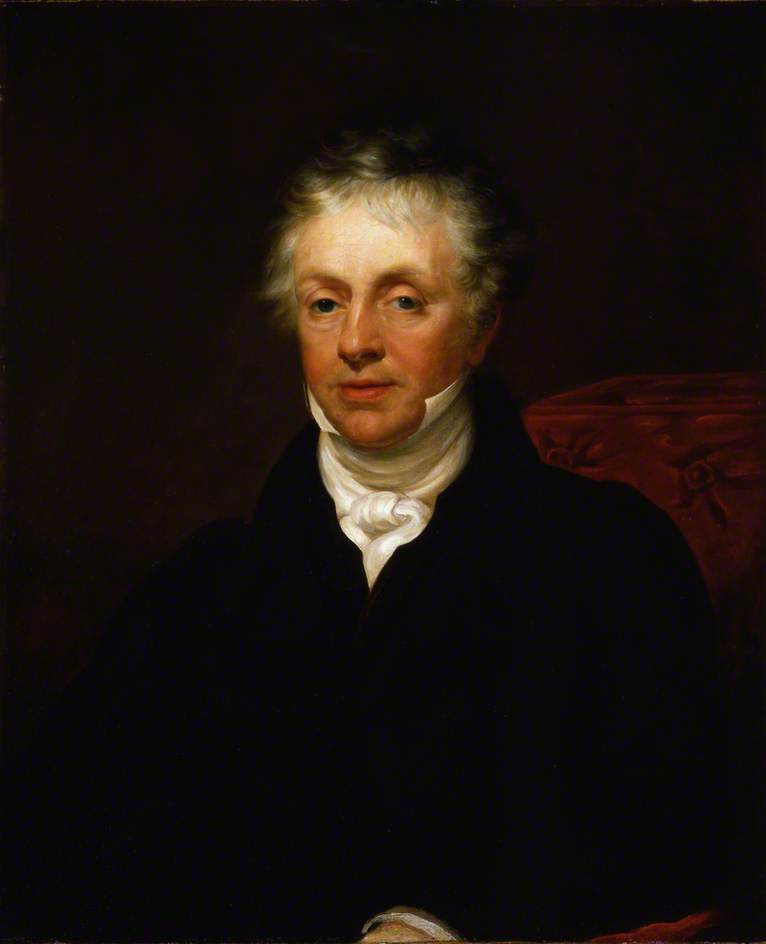
Thomas Atwood

Thomas Attwood (23 de noviembre de 1765 – 24 de marzo de 1838) fue un compositor y organista inglés.

## Primeros años de vida
Hijo de un músico de la banda real, Attwood nació en Londres, probablemente en Pimlico. A los nueve años se convirtió en corista de la Capilla Real, donde recibió formación musical de James Nares y Edmund Ayrton.  En 1783 fue enviado a estudiar al extranjero a expensas del Príncipe de Gales (más tarde Rey Jorge IV), quien había quedado favorablemente impresionado por su habilidad con el clavecín. Después de dos años en Nápoles, Attwood se trasladó a Viena, donde se convirtió en el alumno favorito de Mozart. A su regreso a Londres en 1787 ocupó durante un breve período un nombramiento como uno de los músicos de cámara del Príncipe de Gales.

## Carrera
En 1796 fue elegido organista de la Catedral de San Pablo y ese mismo año fue nombrado compositor de la Capilla Real. Su conexión con la corte fue confirmada aún más por su nombramiento como instructor musical de la duquesa de York y, posteriormente, de la princesa de Gales.  En enero de 1806, interpretó su propia composición, Grand Dirge, en el órgano para el funeral de Lord Nelson, la única pieza escrita especialmente para la ocasión.  Para la coronación de Jorge IV, compuso una versión del himno tradicional I was Glad, que también se utilizó en las coronaciones del rey Guillermo IV y la reina Victoria.  El rey, que lo había descuidado durante algunos años debido a su conexión con la Princesa de Gales, ahora lo devolvió su favor y en 1821 lo nombró organista de su capilla privada en Brighton. 
También fue uno de los miembros originales de la Royal Philharmonic Society (RPS), fundada en 1813. También fue miembro fundador de la Regent's Harmonic Institution; una editorial musical establecida en 1818 con el respaldo del RPS.  Poco después de la institución de la Real Academia de Música en 1823, Attwood fue elegido como uno de los profesores. Escribió el himno O Lord, Grant the King a Long Life para la coronación de Guillermo IV, y estaba componiendo una obra similar para la coronación de la reina Victoria cuando murió en su casa en 75 Cheyne Walk,  Chelsea, el 24 de marzo de 1838. 
El funeral tuvo lugar en la Catedral de San Pablo el 31 de marzo de 1838. Está enterrado en la catedral, en la cripta, bajo el órgano.

## Composiciones
Los servicios e himnos fueron publicados en forma recopilada después de su muerte por su ahijado y alumno Thomas Attwood Walmisley.  Es conocido sólo por unos pocos himnos cortos; estos incluyen Teach me, O Lord (1797), O God who by the leading of a star (1814), Turn Thy face from my sins (1831), and Come, Holy Ghost (1834).  Sus composiciones muestran la influencia de su maestro Mozart, pero también la tradición georgiana de la música religiosa inglesa de su formación temprana, produciendo una "unión de estilos" que siguió siendo influyente durante todo el siglo XIX.  Además de su labor eclesiástica, Attwood escribió música y canciones para una veintena de obras musicales y óperas cómicas entre 1792 y 1807.  También fue un prolífico escritor de glees, incluido A Rose-Bud by my Early Walk (c. 1819), un poema de Robert Burns. 
Él mismo fue el maestro de John Goss, Cipriani Potter, su ahijado Thomas Attwood Walmisley y la niña prodigio Elizabeth Jonas.  A través de su amistad con Mendelssohn, animó mucho al joven William Sterndale Bennett. 

## Vida familiar
En 1793, Thomas Attwood se casó con Mary Denton,  tuvieron cinco hijos y una hija. El hijo mayor era teniente de los Royal Engineers pero fue asesinado en Sevilla en 1821. Su segundo hijo, George Attwood, fue rector de Framlingham y su tercer hijo, abogado, falleció antes que su padre en un accidente de equitación. Su cuarto hijo era administrador de propiedades en Jamaica y el quinto también era clérigo. 
Había escuchado tocar a Felix Mendelssohn durante una visita a Londres en 1829. Tras una gira por Escocia y Gales, Mendelssohn regresó a la capital, pero se cayó de un carruaje y sufrió una lesión en la pierna; Mientras se recuperaba, recibió una gran cesta de parte de Attwood y lo invitaron a quedarse en la casa familiar en Beulah Hill en Norwood tan pronto como pudiera viajar.  Mendelssohn compuso una pieza para arpa y piano llamada The Evening Bell, sugerida por la campana de la puerta de la casa de Attwood.  Tras una segunda estancia en Norwood en 1832, Mendelssohn dedicó sus Tres preludios y fugas para órgano (Op. 37) a Attwood. 